# Lattainville
Lattainville ist eine französische Gemeinde mit 174 Einwohnern (Stand 1. Januar 2022) im Département Oise in der Region Hauts-de-France. Sie gehört zum Arrondissement Beauvais, zur Communauté de communes du Vexin Thelle und zum Kanton Chaumont-en-Vexin.

## Geographie
Die Gemeinde Lattainville  liegt am Réveillon in der Landschaft Vexin français, rund sechs Kilometer südöstlich von Gisors.

## Einwohner
| Jahr                       | 1962 | 1968 | 1975 | 1982 | 1990 | 1999 | 2010 | 2021 |
| -------------------------- | ---- | ---- | ---- | ---- | ---- | ---- | ---- | ---- |
| Einwohner                  | 105  | 73   | 65   | 83   | 155  | 159  | 159  | 170  |
| Quellen: Cassini und INSEE |      |      |      |      |      |      |      |      |

## Sehenswürdigkeiten

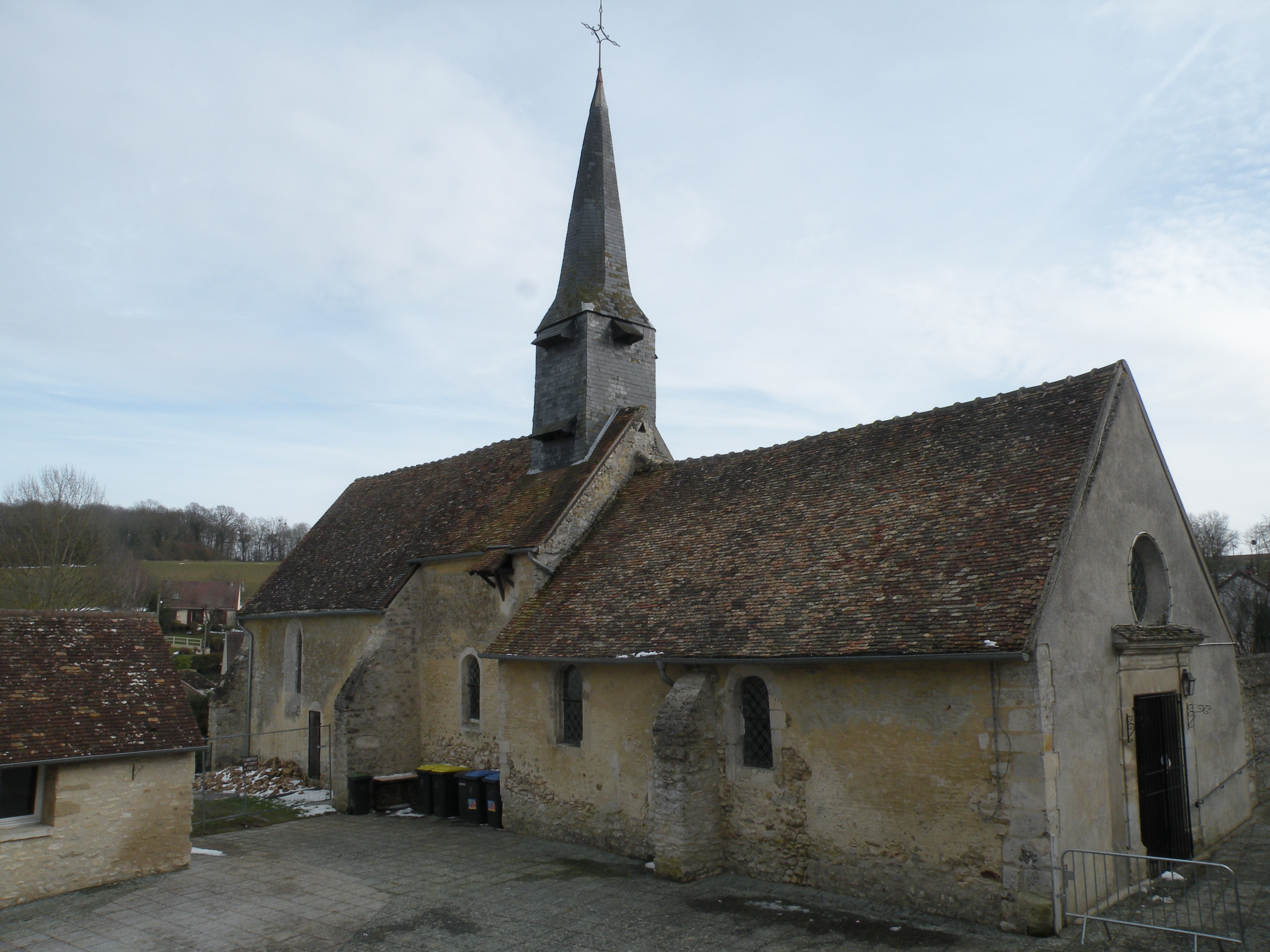
Kirche Saint-Germain
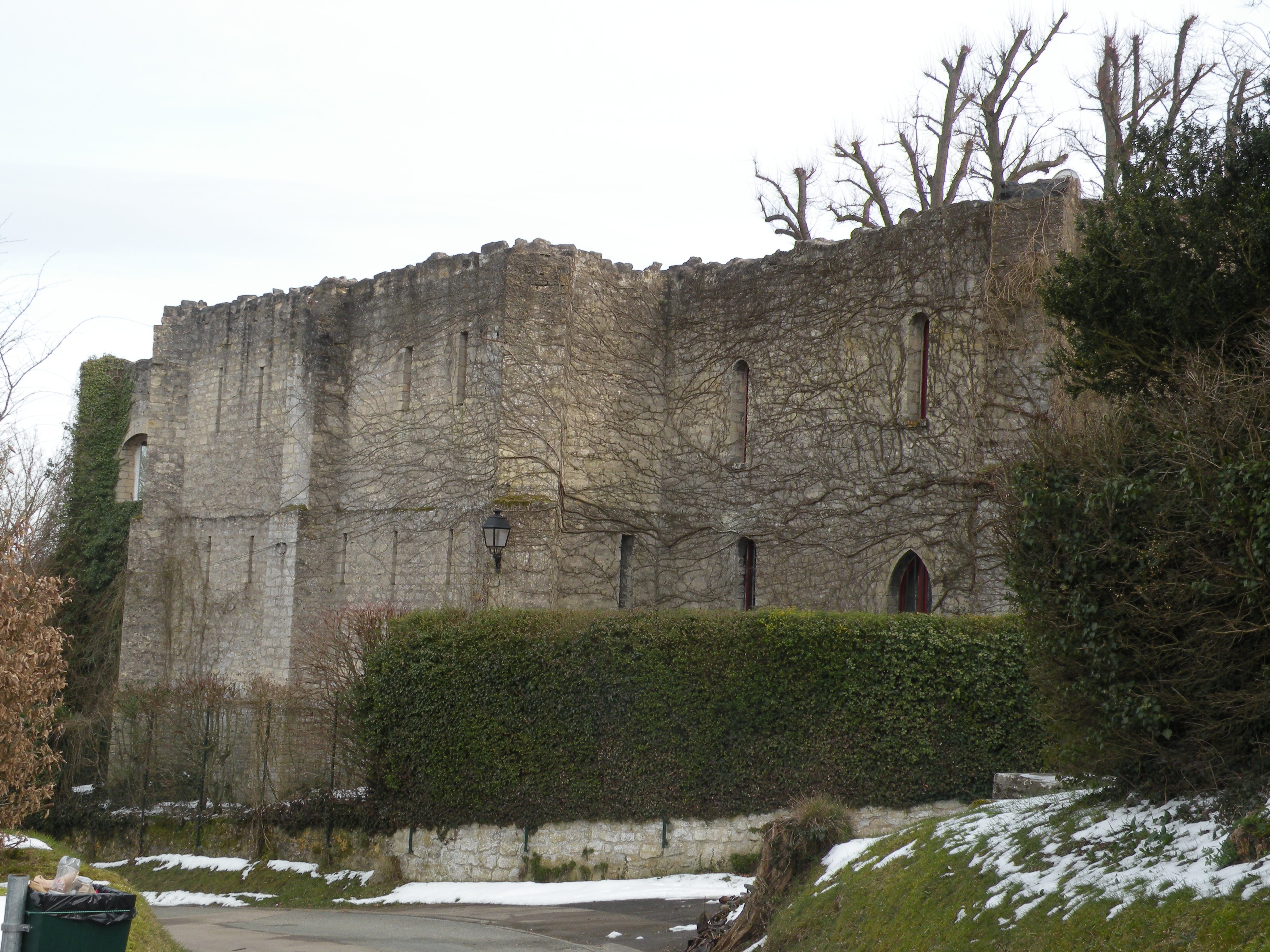
Burg
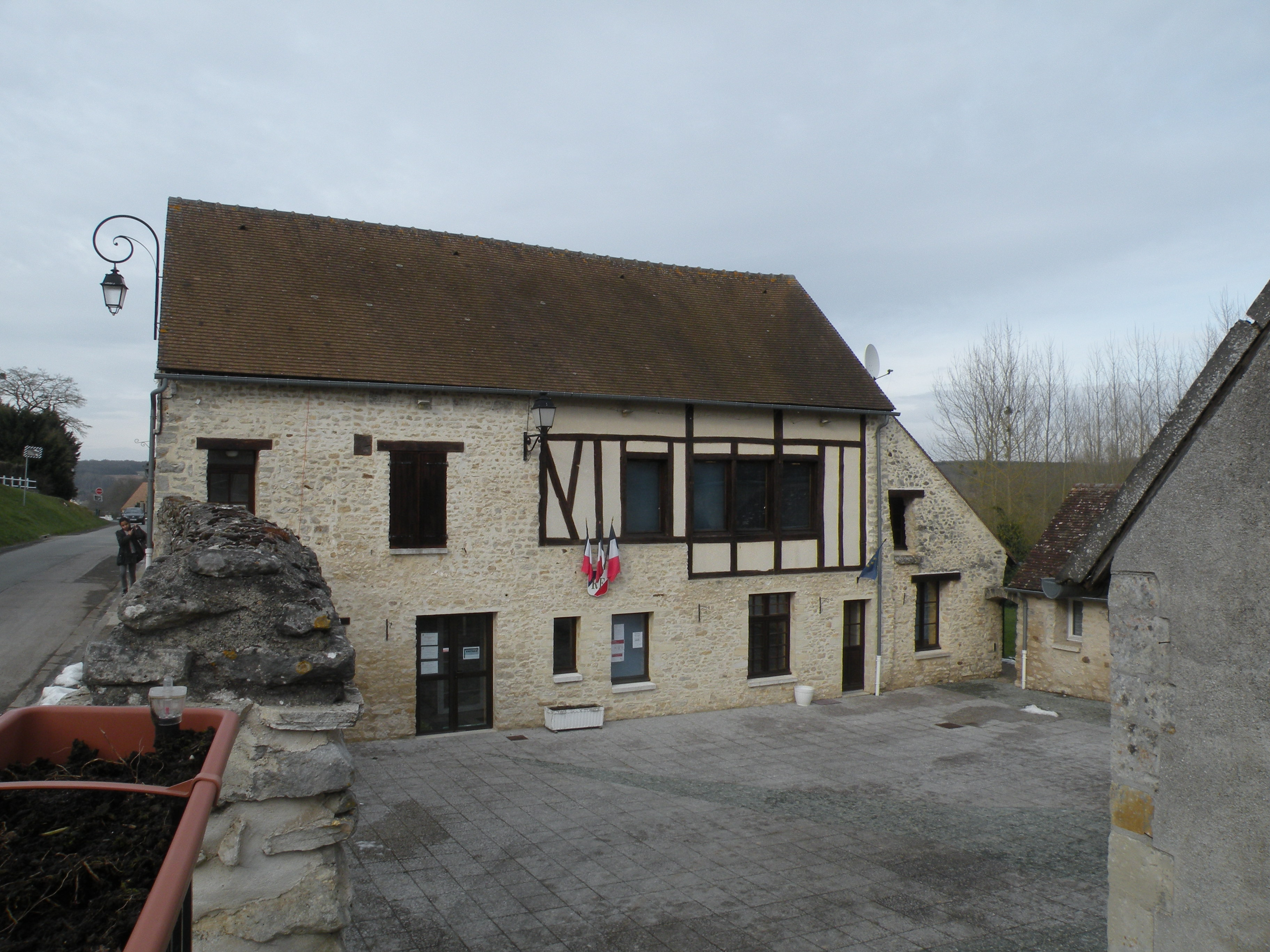
Rathaus (mairie)
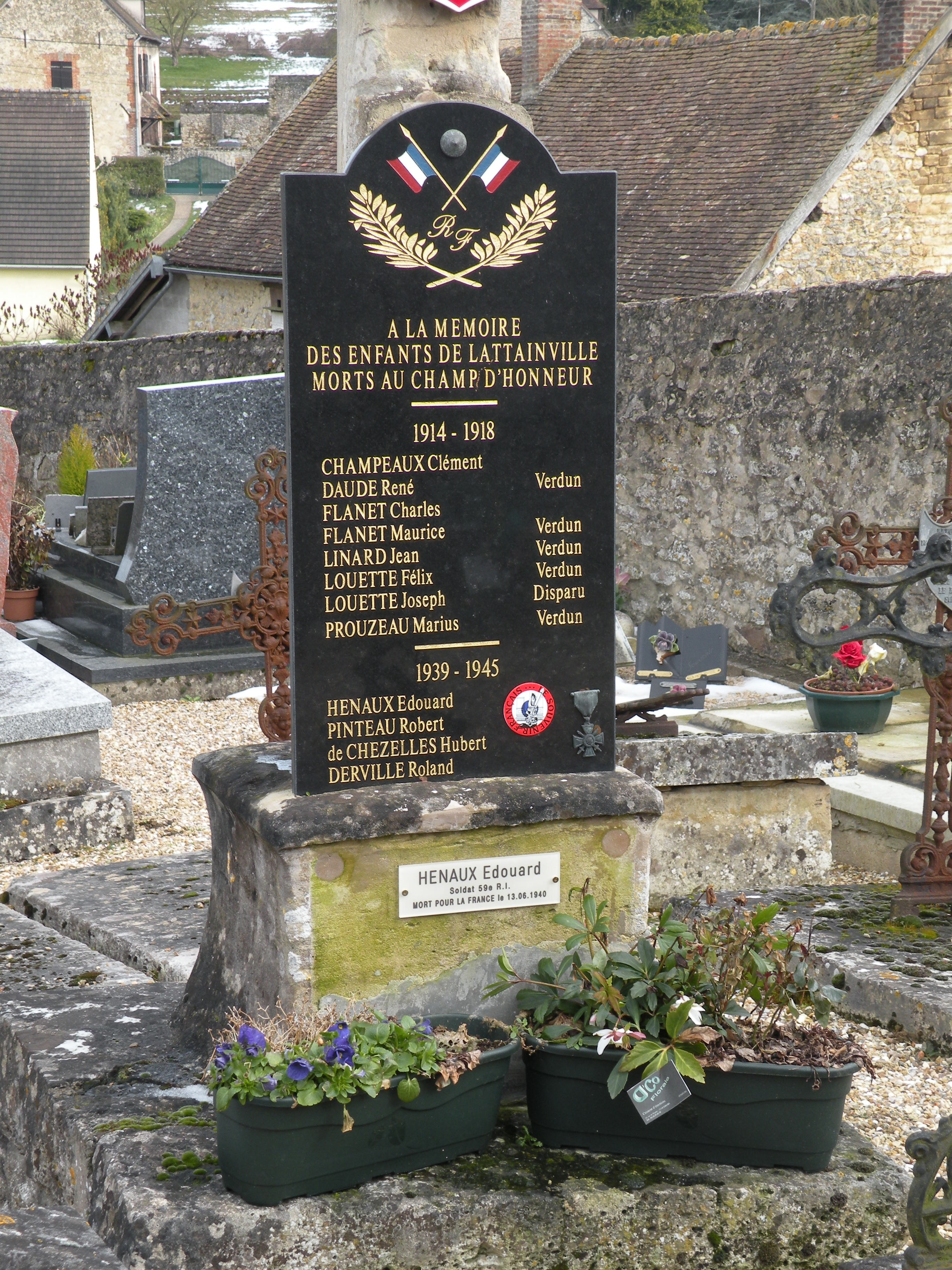
Gefallenendenkmal

- Burg Lattainville

- Kirche Saint-Germain
- Burg
- Rathaus (mairie)
- Gefallenendenkmal